# Nenilinium
Nenilinium là một chi nhện trong họ Linyphiidae.